# Drosophila anthrax
Drosophila anthrax är en tvåvingeart som beskrevs av Elmo Hardy 1965. Drosophila anthrax ingår i släktet Drosophila och familjen daggflugor.
Artens utbredningsområde är Hawaii.